# Destoxicació
Els productes de destoxicació (en anglès:Detoxication products) són els metabòlits principals formats en el metabolisme de les drogues.
S'observen dos patrons comuns:
1. Una droga amb una potent activitat farmacològica es converteix en un metabòlit principal amb marcada reducció o sense activitat farmacològica (per exemple, Pentobarbital i Hidroxipentobarbital)
2. Una droga es converteix en un metabòlit amb una activitat farmacològica equivalent o lleugerament menor.

La destoxicació difereix de la destoxificació. La destoxificació és el procés de treure les toxines del cos, mentre que la destoxicació és evitar que entitats tòxiques entrin dins del cos. La destoxicació ocorre al fetge i ronyó, a través de la biotransformació: una sèrie d'alteracions químiques d'un compost (per exemple una droga)que ocorren dins del cos, com activitat enzimàtica. Sovint això passa per a conjunció amb un compost polar que el faci menys tòxic i o més fàcil d'excretar.
Exemples de destoxicació són: Administració de quelators en els casos d'enverinament per metalls pesants, tractament amb oxigen hiperbàric en cas d'enverinament per diòxid de carboni i tractament amb etanol en cas d'enverinament per l'etilenglicol.